# Paulina Cerda Arevalo
Paulina Cerda Arevalo ist eine chilenische Biathletin.
Paulina Cerda startete im August 2010 bei den Biathlon-Südamerikameisterschaften in Portillo und Bariloche. Bei der Meisterschaft, die als Rennserie ausgetragen wurde, wurde Cerda in Portillo Achte des Einzels, Fünfte im Sprintrennen und Siebte im Massenstart. Bei den Rennen in Argentinien trat sie wie alle Chilenen wegen eines Erdbebens in ihrer Heimat nicht an. In der Gesamtwertung, in die nur drei Rennen eingingen, belegte sie den Sechsten Platz.